# Ulrich von Blücher (Bischof)

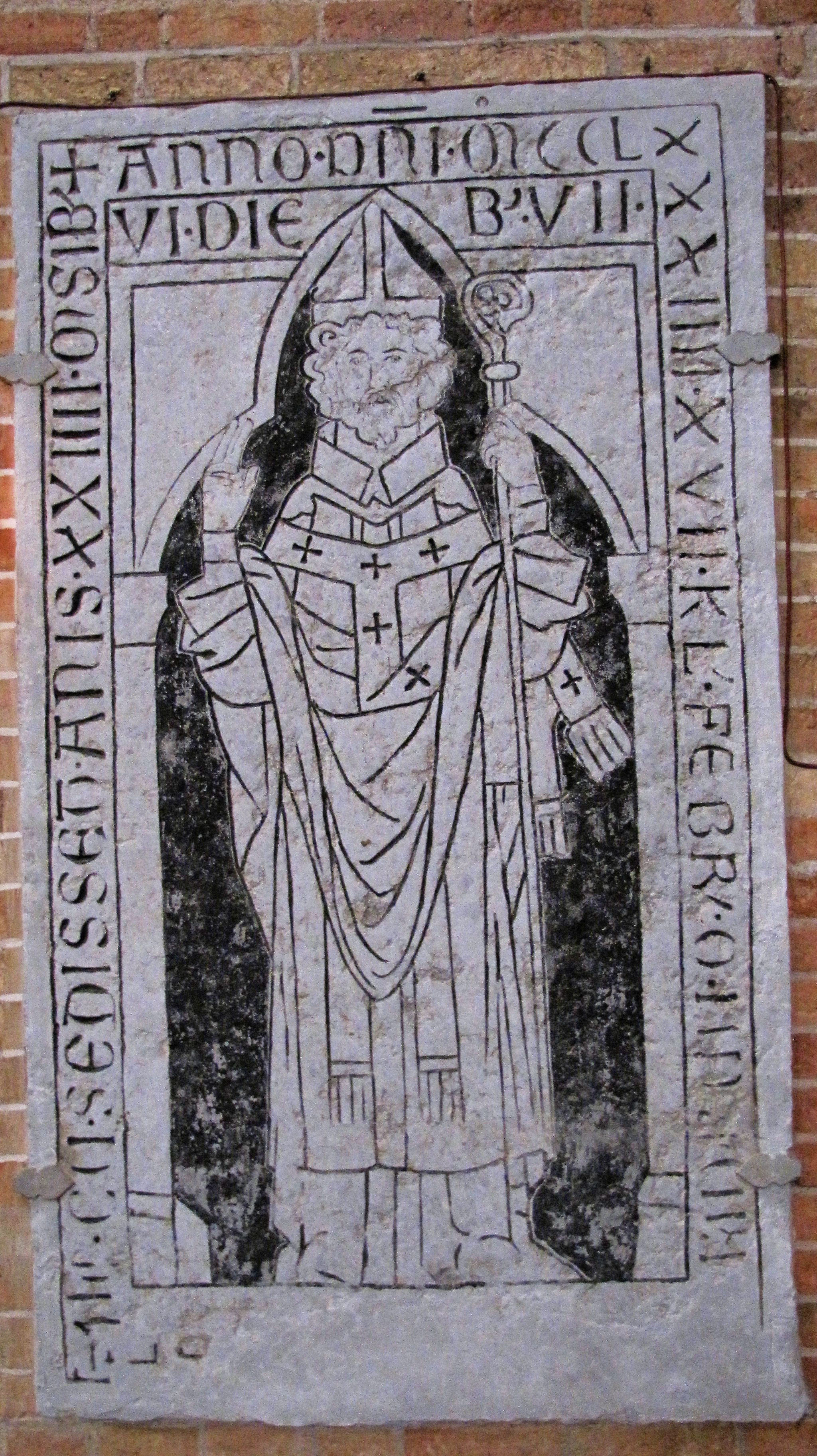
Grabstein Ulrich von Blüchers im Ratzeburger Dom (Zustand von 2010)

Ulrich von Blücher (* um  1214 in Blücher; † 16. Januar 1284 in Ratzeburg) war Prämonstratenser und von 1257 bis zu seinem Tod 1284 der 10. Bischof des Bistums  Ratzeburg.
Er stammt aus dem Adelsgeschlecht Blücher. Er war erst Priester in der Prämonstratenserabtei von Ratzeburg und wurde im Jahr 1257 zum Bischof von Ratzeburg gewählt. Er soll sich durch großen Seelsorgeeifer ausgezeichnet haben. Bekannt war auch seine barmherzige Liebe zu den Armen. Nach ihm folgten mit Hermann von Blücher (1291–1309) und Wipert von Blücher (1356–76) noch zwei weitere Mitglieder der Familie Blücher als Bischöfe von Ratzeburg.
Sein Grabstein im Ratzeburger Dom ist weitgehend erhalten und heute an der Nordwand des nördlichen Seitenschiffs aufgestellt.